# Odontadenia

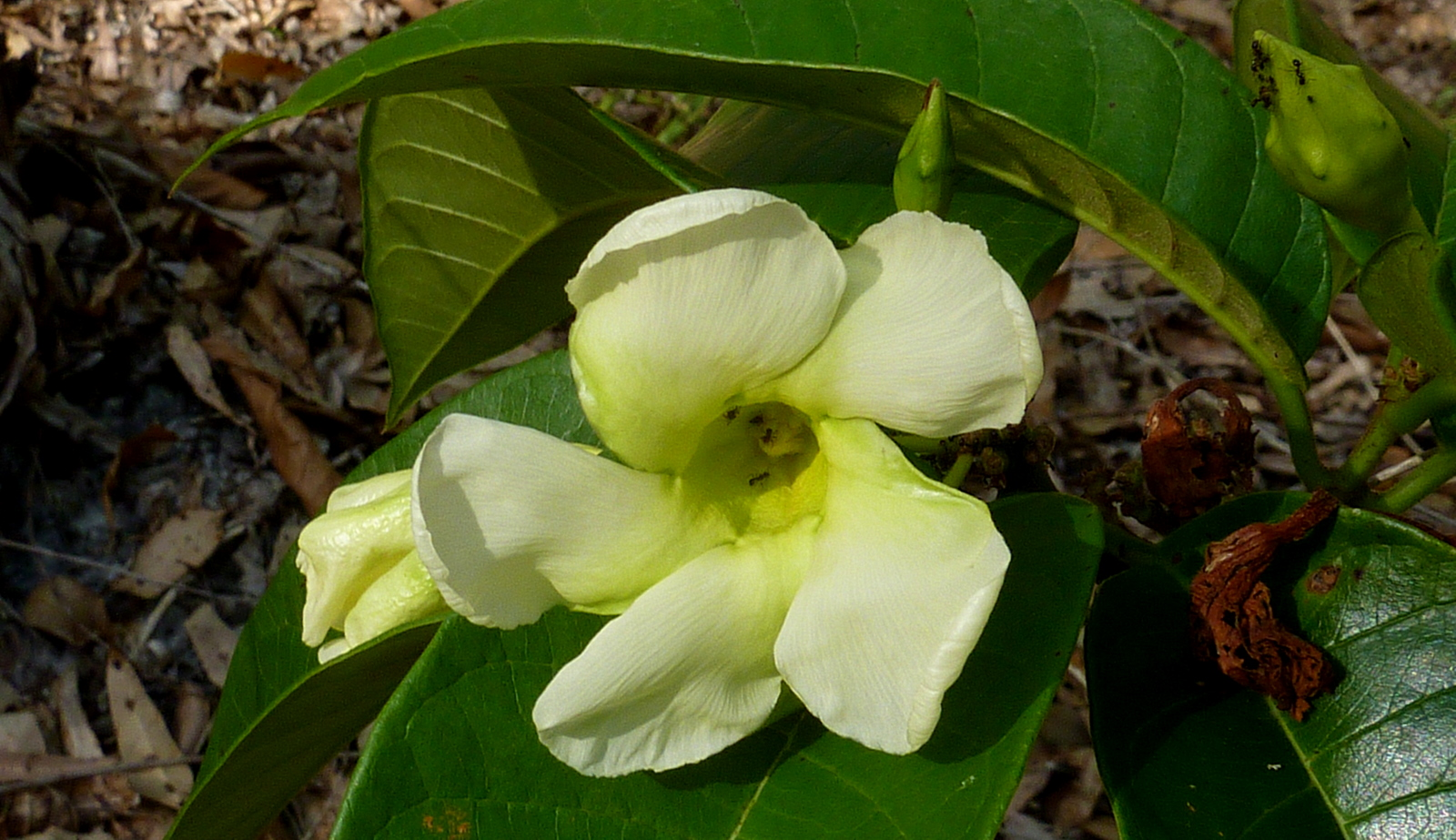
Odontadenia lutea

Odontadenia – rodzaj roślin z rodziny toinowatych (Apocynaceae). Obejmuje 20 gatunków. Rośliny te rosną w tropikalnej części kontynentów amerykańskich. Niektóre są uprawiane jako rośliny ozdobne. W Kolumbii sadzone są jako naturalne repelenty przeciw pchłom, wszom i komarom.

## Systematyka
Rodzaj z plemienia Apocyneae z podrodziny Apocynoideae z rodziny toinowatych Apocynaceae.  
Wykaz gatunków
- Odontadenia anomala (Van Heurck & Müll.Arg.) J.F.Macbr.
- Odontadenia campanulata J.F.Morales
- Odontadenia funigera Woodson
- Odontadenia geminata (Hoffmanns. ex Roem. & Schult.) Müll.Arg.
- Odontadenia glauca Woodson
- Odontadenia gracilipes (Stadelm.) Woodson
- Odontadenia hypoglauca (Stadelm.) Müll.Arg.
- Odontadenia killipii Woodson
- Odontadenia kochii Pilg.
- Odontadenia laxiflora (Rusby) Woodson
- Odontadenia lutea (Vell.) Markgr.
- Odontadenia macrantha (Roem. & Schult.) Markgr.
- Odontadenia markgrafiana J.F.Morales
- Odontadenia matogrossana J.F.Morales
- Odontadenia nitida (Vahl) Müll.Arg.
- Odontadenia perrottetii (A.DC.) Woodson
- Odontadenia polyneura (Urb.) Woodson
- Odontadenia puncticulosa (Rich.) Pulle
- Odontadenia stemmadeniifol ia Woodson
- Odontadenia verrucosa (Willd. ex Roem. & Schult.) K.Schum. ex Markgr.